# Incurvaria masculella
Incurvaria masculella (Denis & Schiffermüller, 1775) è un lepidottero appartenente alla famiglia Incurvariidae, diffuso in Europa.

## Descrizione

### Adulto
Si tratta di piccole falene diurne, piuttosto primitive, con nervatura alare di tipo eteroneuro e apparato riproduttore femminile provvisto di un'unica apertura per l'accoppiamento e per l'ovodeposizione.
L'apertura alare può variare da 12 a 16 mm.

#### Capo
Il capo è ricoperto di fitte scaglie piliformi giallastre o arancioni, che appaiono addossate alla capsula cefalica particolarmente in prossimità del vertice.
Gli occhi sono scuri e moderatamente grandi. Gli ocelli sono assenti, come pure i chaetosemata. I palpi mascellari sono ben sviluppati, con quattro o cinque articoli; quelli labiali sono essi pure ben sviluppati, ascendenti e trisegmentati; la spirotromba è molto ridotta, priva di scaglie o con scaglie solo in prossimità della base.
Le antenne hanno lunghezza pari ai tre quarti della costa dell'ala anteriore; nel maschio sono pettinate, così come in I. pectinea, mentre nella femmina sono moniliformi ma non clavate; lo scapo non è conformato a formare una "visiera".

#### Torace
L'ala anteriore è lanceolata, con un rapporto lunghezza/larghezza pari grosso modo a 3; il colore di fondo è marrone scuro, anche più intenso rispetto a I. pectinea; sono nettamente visibili due macchie biancastre triangolari lungo il margine posteriore: una più grande a circa un terzo della lunghezza, e l'altra in corrispondenza del tornus, che qui risulta appena individuabile; nel complesso, nell'insetto a riposo, le due ali anteriori congiunte formano sulla linea dorsale il disegno di due rombi biancastri; va segnalato che la forma e le dimensioni delle due macchie biancastre possono variare, fino addirittura a fondersi in alcuni esemplari, e possono essere presenti anche piccole macchie bianche a metà della costa; sempre nell'ala anteriore, l'apice è acuto, il termen presenta una lieve frangiatura e manca una macchia discale. Le nervature anali sono due.
L'ala posteriore è più corta e squadrata rispetto all'anteriore, con una colorazione grigio-brunastra abbastanza omogenea, seppure lievemente più chiara nella fascia basale; l'apice è arrotondato e non sono visibili macchie colorate; è presente una frangiatura terminale più marcata, in particolar modo nella zona anale. Sono assenti le nervature trasversali, mentre quelle longitudinali sono ridotte e poco ramificate. Le nervature anali sono tre.
L'accoppiamento alare è di tipo frenato (con frenulum più robusto nei maschi), mentre è presente l'apparato di connessione tra ala anteriore e metatorace (spinarea); si può inoltre riscontrare un ponte precoxale.

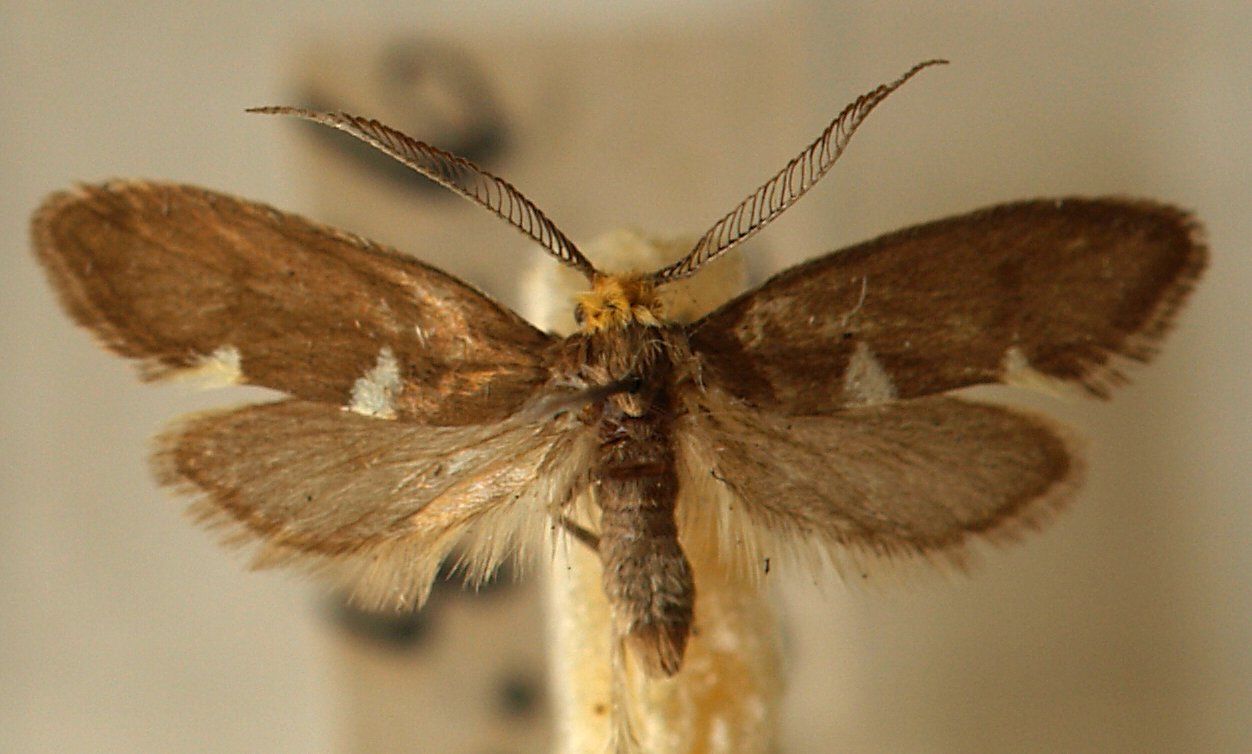
Maschio

Nelle zampe, l'epifisi è assente, mentre gli speroni tibiali hanno formula 0-2-4. I femori sono grigiastri, mentre tibie e tarsi appaiono marroncini. Le tibie delle zampe posteriori si mostrano ricoperte da una folta peluria.
La superficie dorsale del torace ha una colorazione assimilabile a quella dell'ala anteriore.

#### Addome
L'addome è bianco-argentato nella parte ventrale e brunastro sulla superficie dorsale.
Nell'apparato genitale maschile le valve appaiono alquanto appiattite, soprattutto se confrontate con quelle di I. pectinea, che risultano ruotate di 90°; non si nota, su ogni valva, la struttura a pettine definita pectinifer, ma sono invece osservabili piccole spine appiattite di forma simile a delle scaglie.
Nel genitale femminile, l'ovopositore è ben sviluppato e di tipo perforante, tipico degli Adeloidea, tale da consentire l'inserimento delle uova all'interno dei tessuti fogliari della pianta ospite.

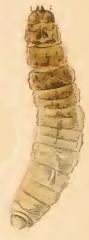
Larva

### Uovo
Le uova vengono inserite una ad una nei tessuti della pianta ospite, cosicché assumono la forma della "tasca" che le ospita.

### Larva
Il bruco possiede un capo prognato e più pigmentato rispetto al resto del corpo, con lo sclerite adfrontale che si estende fino alla sutura epicraniale; gli stemmata sono sei, disposti grosso modo lungo una linea ellissoidale. La setola adfrontale AF1 è posizionata circa a metà dello sclerite adfrontale, mentre la AF2 è assente.
Nel torace, le zampe sono presenti e funzionali, mentre le pseudozampe sono vestigiali, con uncini disposti su singolo ordine nei segmenti addominali dal III al VI, e assenti nel X. Le setole laterali L sono tre su ogni segmento, mentre le subventrali SV sono due nel I segmento e una sola nel II e III segmento.
Nell'addome sono presenti tre setole subventrali nei segmenti dal III al VI, e due soltanto negli altri segmenti.

### Pupa
La pupa è exarata e relativamente mobile, con appendici libere e ben distinte (pupa dectica).

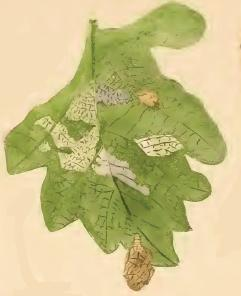
Mine su foglia di quercia

## Biologia

### Ciclo biologico
Le uova vengono deposte a maggio una per volta, solitamente al di sotto dell'epidermide della pianta ospite, in prossimità del picciolo di una foglia. La larva, che è una minatrice fogliare, si fa strada verso la lamina della foglia, producendo mine di forma caratteristica.
Verso giugno, al termine della fase di accrescimento all'interno della mina, la larva si ritaglia un involucro ovale a partire dai lembi della mina stessa, e si rinchiude all'interno di questo fodero, che lascia come ultimo risultato una sorta di foro ovoidale nella pagina della foglia; quando la larva ha raggiunto l'ultimo stadio di maturazione, il fodero si stacca e cade sul terreno, e la larva può ulteriormente alimentarsi delle foglie marce presenti sul terreno; l'impupamento avviene all'interno di questa struttura e la pupa rappresenta lo stadio con cui specie supera l'inverno. L'adulto emerge all'inizio della primavera successiva, spesso dopo aver espulso l'exuvia della pupa.

### Periodo di volo
La specie è univoltina, con adulti che volano tra aprile e giugno.

### Alimentazione
Le larve di I. masculella prediligono le rosaceae dei generi Crataegus e Rosa, ma essendo alquanto polifaghe, possono accrescersi anche su piante nutrici di famiglie diverse; tra queste citiamo:
- Betulaceae Gray, 1822
  - Carpinus L., 1753
    - Carpinus betulus L., 1753 (carpino bianco)

  - Corylus L., 1753
    - Corylus avellana L., 1753 (nocciòlo)
- Ericaceae Juss. 1789
  - Vaccinium L., 1753 (mirtilli)
    - Vaccinium myrtillus L., 1753 (mirtillo nero)
- Fagaceae Dumort., 1829
  - Castanea Mill., 1754
    - Castanea sativa Mill., 1768 (castagno europeo)

  - Fagus L., 1753 (faggi)
    - Fagus sylvatica L., 1753 (faggio comune)

  - Quercus L., 1753 (querce)
    - Quercus petraea (Matt.) Liebl., 1784(rovere)
    - Quercus pubescens Willd., 1796 (roverella)
    - Quercus robur L., 1753 (farnia)
- Malvaceae Juss, 1789
  - Tilia L., 1753 (tigli)
    - Tilia cordata Mill., 1768 (tiglio selvatico)
    - Tilia platyphyllos Scop., 1771 (tiglio nostrano)
- Rosaceae Juss., 1789
  - Crataegus L., 1753
    - Crataegus monogyna Jacq., 1775 (biancospino comune)

  - Rosa L., 1753 (rose)
    - Rosa spinosissima L., 1753 (rosa di macchia)

## Distribuzione e habitat

La specie è diffusa in Europa

La specie è diffusa esclusivamente in Europa; in particolare ne è stata segnalata la presenza nei seguenti paesi:
Portogallo continentale, Spagna continentale, Irlanda, Irlanda del Nord, Gran Bretagna (comprese le isole del Canale), Francia (compresa la Corsica), Belgio, Paesi Bassi, Norvegia continentale, Svezia, Danimarca, Germania, Svizzera, Austria, Italia continentale, Croazia, Bosnia ed Erzegovina, Albania, Macedonia, Grecia continentale, Oblast' di Kaliningrad, Polonia, Repubblica Ceca, Slovacchia, Ungheria, Romania, Bulgaria, Turchia europea, Finlandia, Estonia, Bielorussia, Ucraina, Russia Europea nordoccidentale e settentrionale, centrale e regione del Volga; non è certa la presenza in Lussemburgo.
L'habitat è rappresentato da boschi e foreste a latifoglie.

## Tassonomia
Incurvaria masculella Denis & Schiffermüller, 1775 - Ank. syst. Schmett. Wienergegend: 143 - locus typicus: zona di Vienna.
La designazione quale specie tipo del genere Incurvaria fu effettuata da Curtis, 1836, Br. Ent. 6: 607.

### Sottospecie
Non sono state individuate sottospecie.

### Sinonimi
Sono noti i seguenti sinonimi:
- Incurvaria muscalella (Fabricius, 1787) - Mant. Ins.: 249, n° 91 - locus typicus: Austria[24]
- Incurvaria muscula Haworth, 1828 - Lepid. Br.: 559 - locus typicus: non indicato ("Habitat in sæpibus")[25]
- Incurvaria spuria Haworth, 1828 - Lepid. Br.: 560 - locus typicus: non indicato ("Apud nos rarissime")[25]
- Tinea masculella Denis & Schiffermüller, 1775 - Ank. syst. Schmett. Wienergegend: 143 - locus typicus: zona di Vienna[1]
- Tinea muscalella Fabricius, 1787 - Mant. Ins.: 249, n° 91 - locus typicus: Austria[24]

### Galleria fotografica

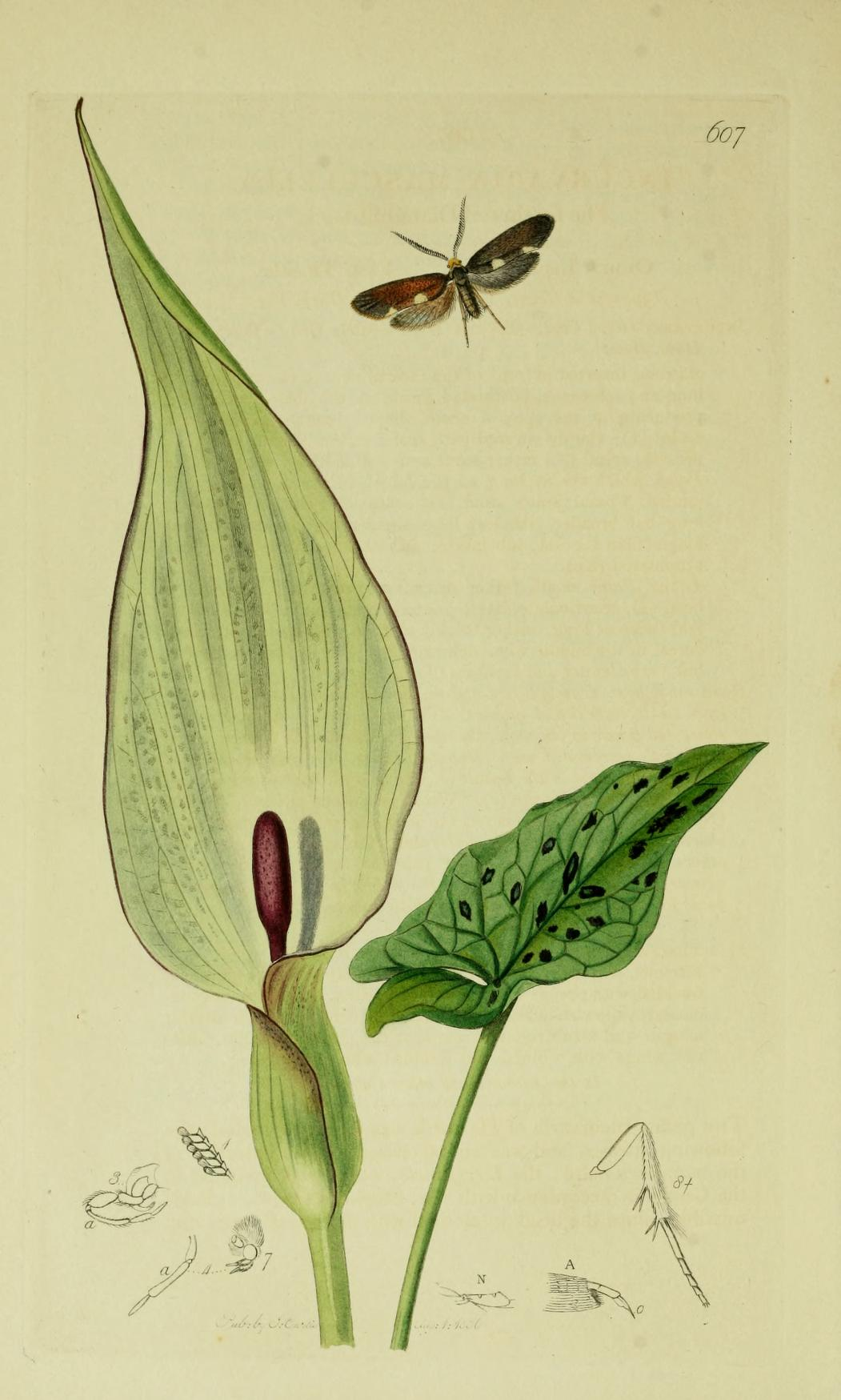
Illustrazione da "British Lepidoptera" di Curtis (1838)
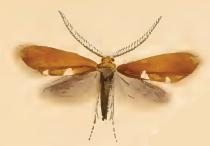
Illustrazione da "Natural History of the Tineina" di Stainton (1855-73)
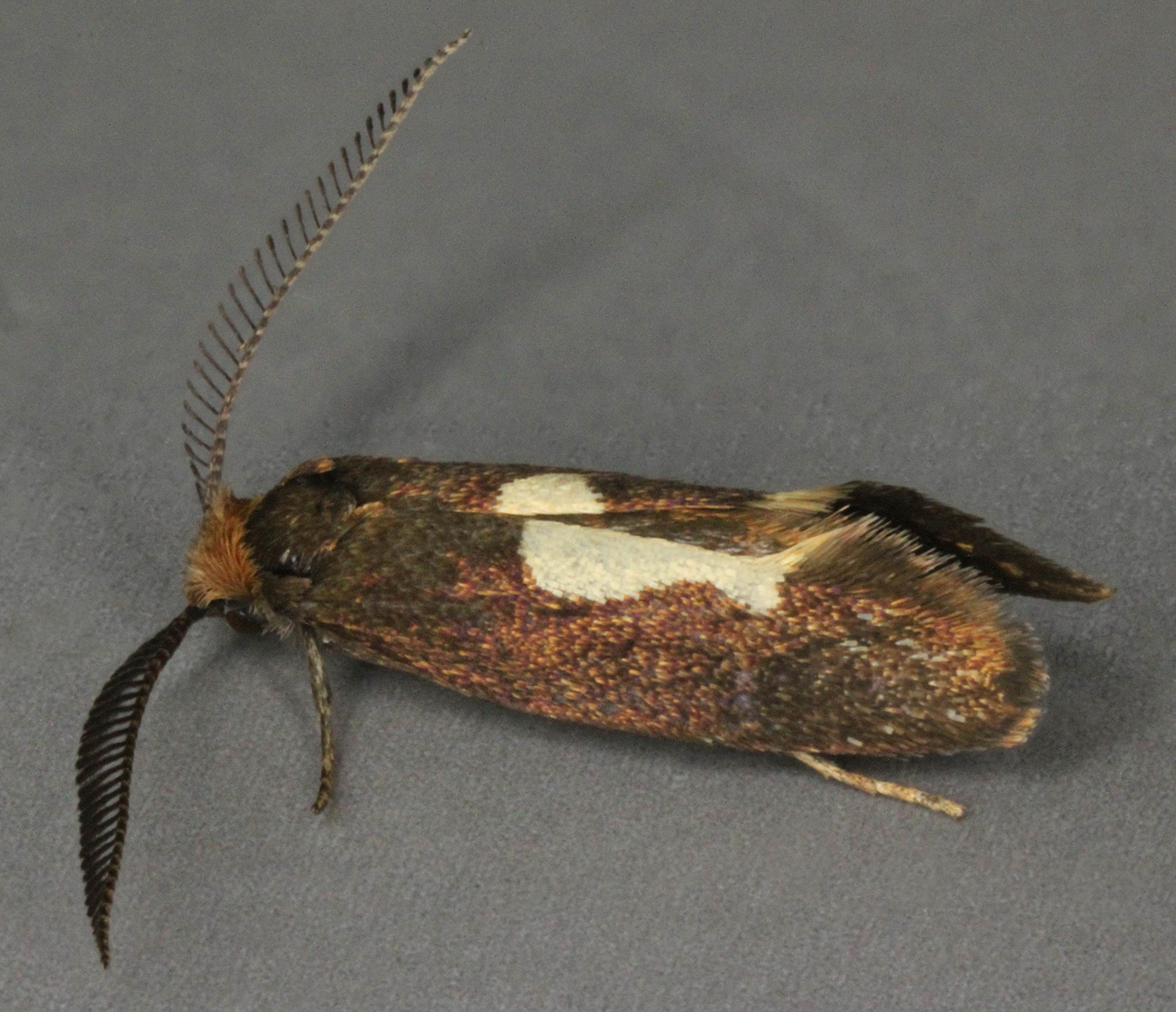
Esemplare a riposo (♂)
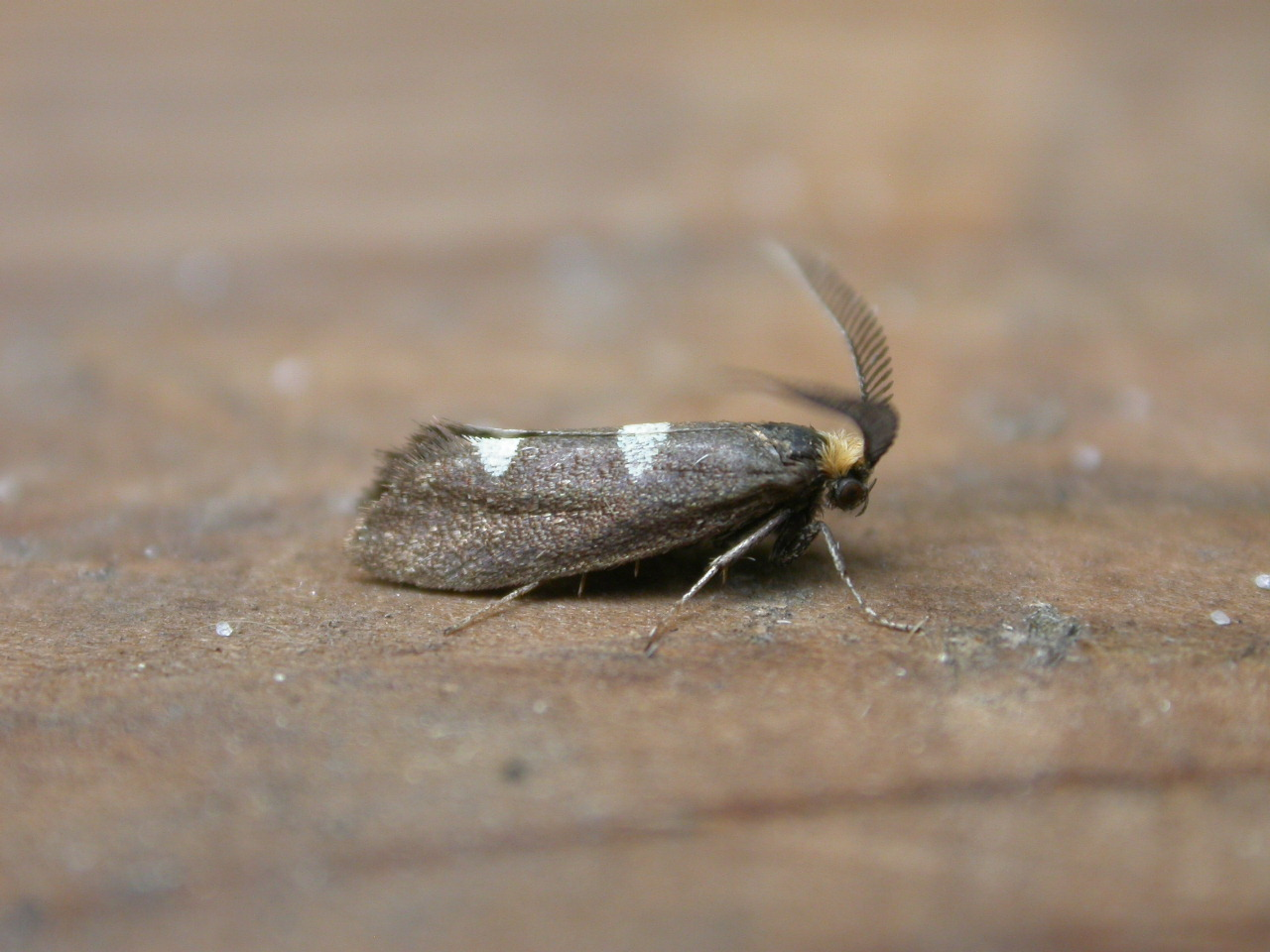
Esemplare a riposo (♂)
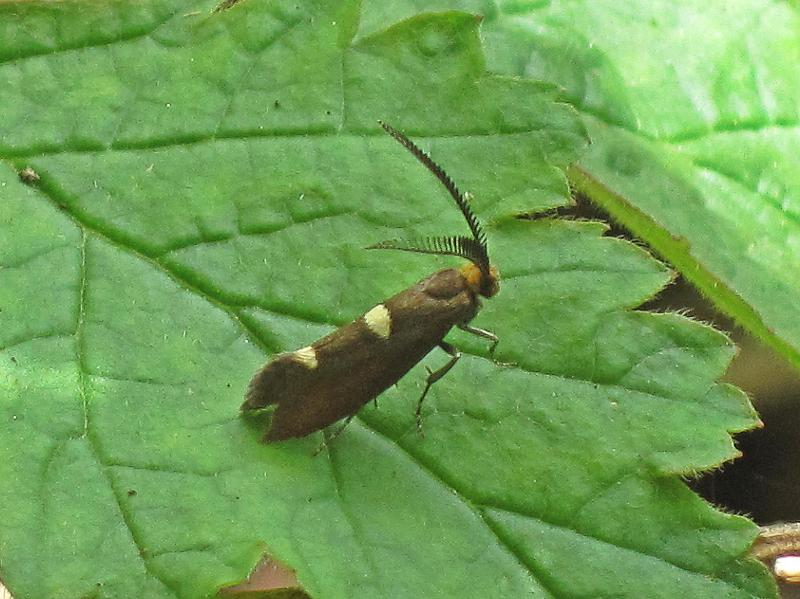
Esemplare a riposo (♂)
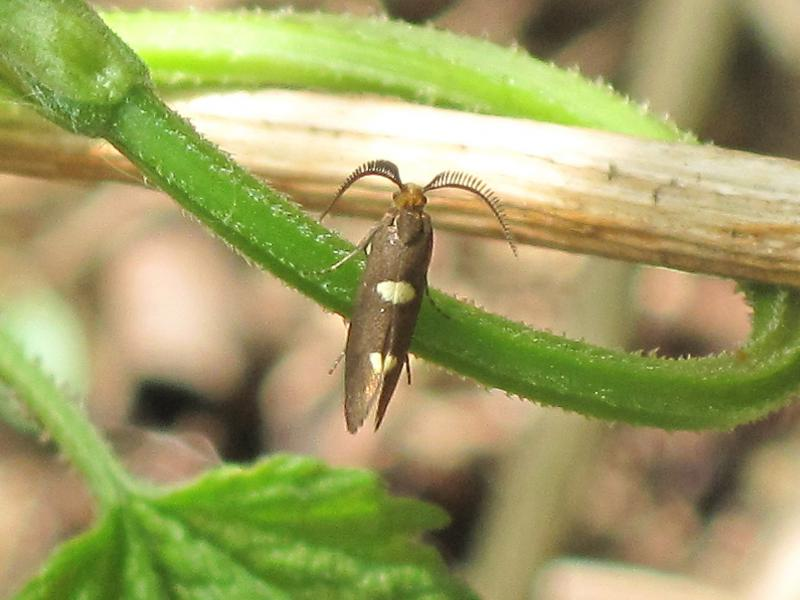
Esemplare a riposo (♂)
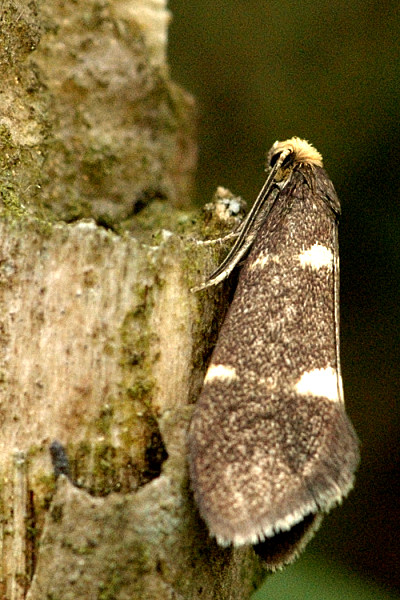
Esemplare a riposo (♀)
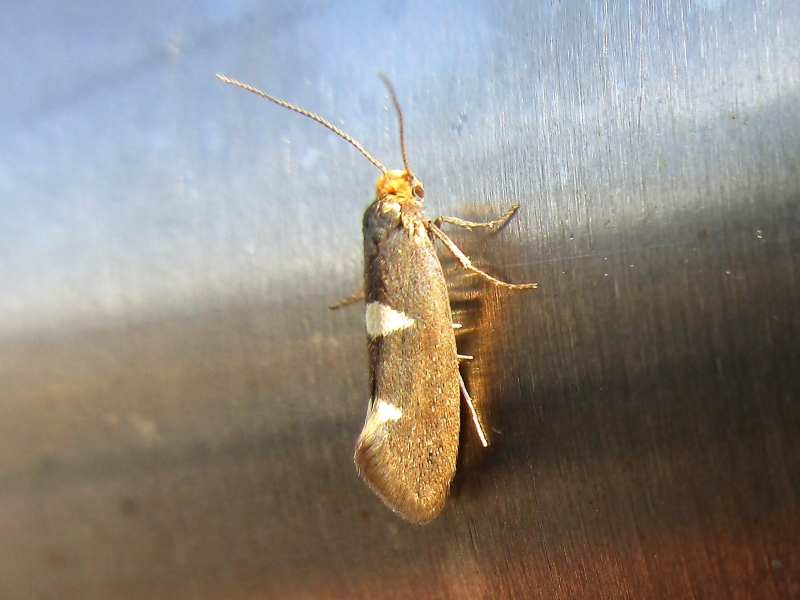
Esemplare a riposo (♀)
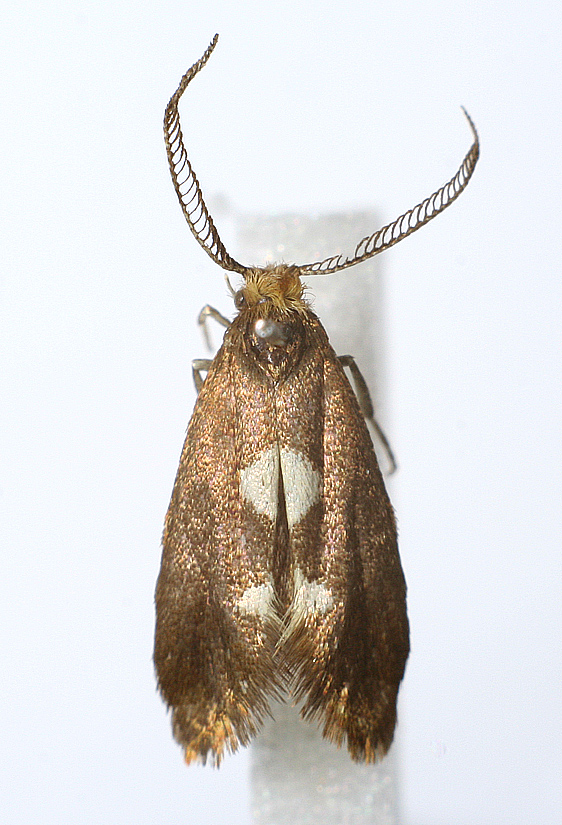
Esemplare montato (♂)
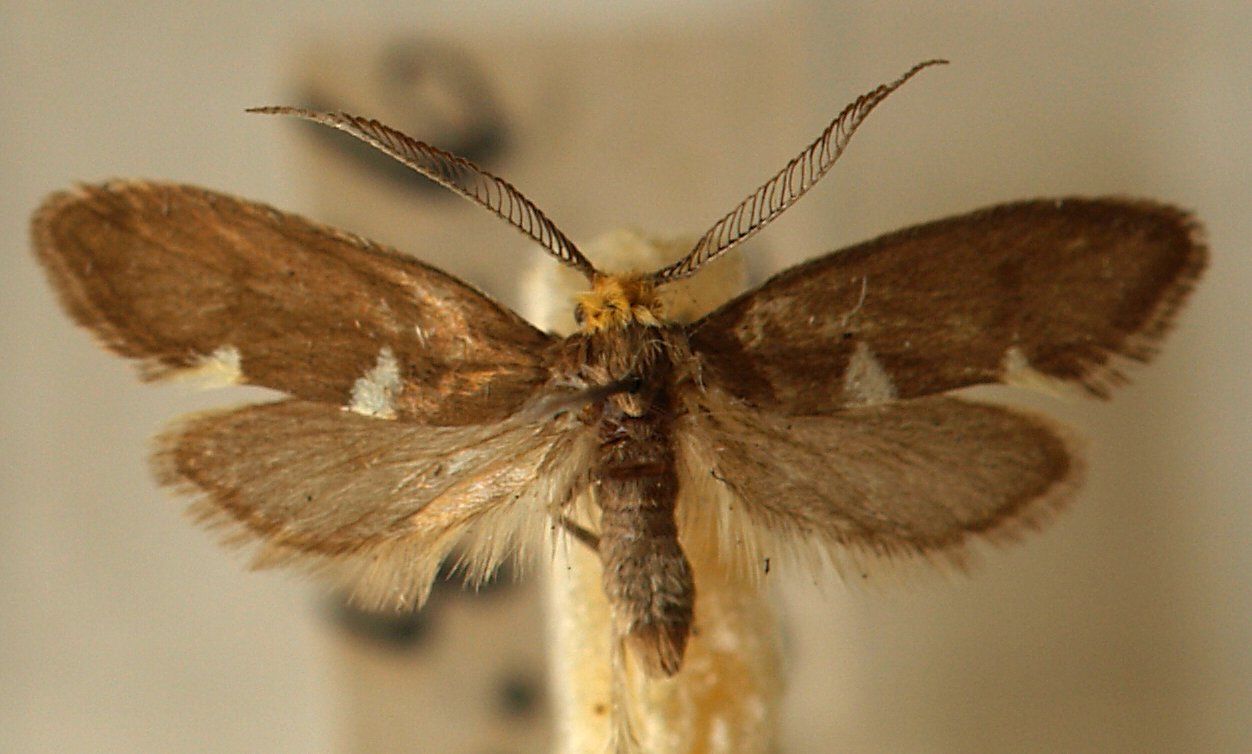
Esemplare montato (♂)
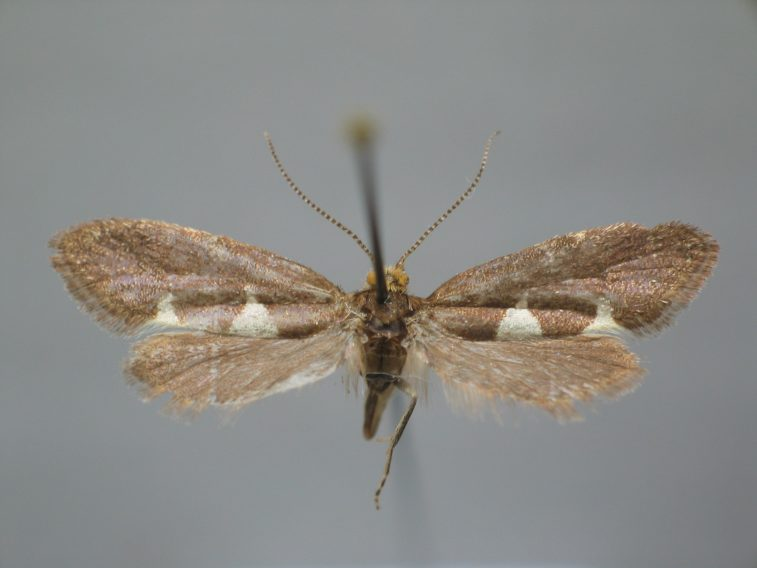
Esemplare montato (♀)
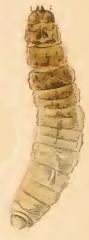
Larva
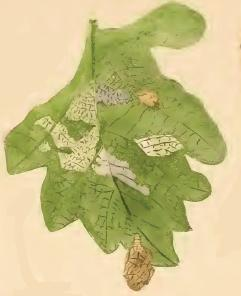
Mine su foglia di quercia

## Conservazione
La specie non è stata inserita nella Lista rossa IUCN.

### Pubblicazioni
- Baldizzone, G., I microlepidotteri del Parco naturale Alpi Marittime (Italia, Piemonte): (Lepidoptera), in Bollettino del Museo regionale di scienze naturali, vol. 22, n. 1, Torino, Museo regionale di scienze naturali, 2004,  pp. 1–318, ISSN 0392-758X (WC · ACNP), LCCN sn84012364, OCLC 442503312.
- (LA) Billberg, G. J., Enumeratio insectorum in Museo / Gust. Joh. Billberg (PDF), Stoccolma, Typis Gadelianis, 1820,  p. 138, DOI:10.5962/bhl.title.49763, ISBN non esistente, OCLC 12734861.
- (EN) Brock, J. P., A contribution towards an understanding of the morphology and phylogeny of the Ditrysian Lepidoptera (abstract), in Journal of Natural History, vol. 5, n. 1, Londra, Taylor & Francis, 1971,  pp. 29–102, DOI:10.1080/00222937100770031, ISSN 0022-2933 (WC · ACNP), LCCN 68007383, OCLC 363169739.
- (EN) Busck, A., On the female genitalia of the Microlepidoptera and their importance in the classification and determination of these moths, in Bulletin of the Brooklyn Entomological Society, vol. 26, Lancaster, Pa., 1931,  pp. 199–216, ISSN 1051-8940 (WC · ACNP), LCCN 90000415, OCLC 22146677.
- (EN) Common, I. F. B., Evolution and Classification of the Lepidoptera (abstract), in Annual Review of Entomology, vol. 20, Palo Alto, California, Entomological Society of America, gennaio 1975,  pp. 183–203, DOI:10.1146/annurev.en.20.010175.001151, ISSN 0066-4170 (WC · ACNP), LCCN 56005750, OCLC 1321134. URL consultato il 18 gennaio 2017 (archiviato dall'url originale il 3 febbraio 2019).
- (EN) Davis, D. R. and Gentili, P., Andesianidae, a new family of monotrysian moths (Lepidoptera:Andesianoidea) from austral South America (PDF), in Invertebrate Systematics, vol. 17, n. 1, Collingwood, Victoria, CSIRO Publishing, 24 marzo 2003,  pp. 15–26, DOI:10.1071/IS02006, ISSN 1445-5226 (WC · ACNP), OCLC 441542380.
- (EN) Dugdale, J. S., Female Genital Configuration in the Classification of Lepidoptera (PDF), in New Zealand Journal of Zoology, vol. 1, n. 2, Wellington, 1974,  pp. 127–146, DOI:10.1080/03014223.1974.9517821, ISSN 1175-8821 (WC · ACNP), OCLC 60524666.
- (PL, RU) Dziurzynski, A., The mines of Lepidoptera in Cornus sanguinea L. and Vaccinium myrtillus L. leaves with the particular consideration of mines and development of Incurvaria oehlmanniella Tr. = Miny motylowe w liściach Cornus sanguinea L. i Vaccinium myrtillus L. ze szczególnym uwzględnieniem min i rozwoju Incurvaria oehlmanniella Tr., in Acta zoologica cracoviensia, vol. 3, n. 6, Cracovia, Państwowe Wydawn. Naukowe, 1958,  pp. 199–245, ISSN 0065-1710 (WC · ACNP), LCCN 63054268, OCLC 750042595.
- (EN) Kozlov, M. V., Incurvariidae and Prodoxidae (Lepidoptera) from Siberia and the Russian Far East, with descriptions of two new species (abstract), in Entomologica Fennica, vol. 7, n. 2, 1996,  pp. 55–62, ISSN 0785-8760 (WC · ACNP), LCCN 91649454, OCLC 195584534.
- (EN) Kristensen, N. P., Studies on the morphology and systematics of primitive Lepidoptera (Insecta) (abstract), in Steenstrupia, vol. 10, n. 5, Copenaghen, Zoologisk Museum, 1984,  pp. 141–191, ISSN 0375-2909 (WC · ACNP), LCCN 78641716, OCLC 35420370.
- (EN) Kristensen, N. P., Morphology and phylogeny of the lowest Lepidoptera-Glossata: Recent progress and unforeseen problems (PDF), in Bulletin of the Sugadaira Montane Research Centre, vol. 11, University of Tsukuba, 1991,  pp. 105–106, ISSN 0913-6800 (WC · ACNP), OCLC 747190906.
- (EN, RU) Kuprijanov, A. V., Towards a natural system of the Incurvarioidea. Part 3. Excurvaria gen. nov. for Incurvaria praelatella ([Denis & Schiffermuller], 1775) (Lepldoptera, Incurvariidae s. str.) (PDF), in Atalanta, vol. 25, n. 1/2, Monaco, Gesellschaft zur Förderung der Erforschung von Insektenwanderungen, maggio 1994,  pp. 391–398, ISSN 0171-0079 (WC · ACNP), LCCN sf93093169, OCLC 478575283.
- (EN) Miller, S. E., Hodges, R. W., Primary types of microlepidoptera in the Museum of Comparative Zoology (with a discursion [sic] on V.T. Chambers’ work) (PDF), in Bulletin of the Museum of Comparative Zoology, vol. 152, n. 2, Cambridge, Massachusetts, Museum of Comparative Zoology, Harvard University, 1990,  pp. 45–87, ISSN 0027-4100 (WC · ACNP), OCLC 22356913.
- (EN) Mosher E., A Classification of the Lepidoptera Based on Characters of the Pupa, in Bulletin of the Illinois State Laboratory of Natural History, vol. 1912, n. 2, Urbana, Illinois, Illinois State Laboratory of Natural History, marzo 1916,  p. 62, DOI:10.5962/bhl.title.70830, ISSN 0073-5272 (WC · ACNP), LCCN 16027309, OCLC 2295354.
- (EN) Mutuura, A., Morphology of the Female Terminalia in Lepidoptera, and Its Taxonomic Significance (abstract), in Canadian Entomologist, vol. 104, n. 7, Ottawa, Entomological Society of Canada, luglio 1972,  pp. 1055–1071, DOI:10.4039/Ent1041055-7, ISSN 1918-3240 (WC · ACNP), OCLC 757322410.
- (EN) Nielsen, E. S. & Davis, D. R., The first southern hemisphere prodoxid and the phylogeny of the Incurvarioidea (Lepidoptera) (PDF), in Systematic Entomology, vol. 10, n. 3, Oxford, Blackwell Science, luglio 1985,  pp. 307–322, ISSN 0307-6970 (WC · ACNP), OCLC 4646400693.
- (EN, JA) Okamoto, H. & Hirowatari, T., Distributional records and biological notes on Japanese species of the family Incurvariidae (Lepidoptera) (PDF) [collegamento interrotto], in Transactions of the lepidopterological Society of Japan (Chō to ga. Tyo to ga), vol. 55, n. 3, Osaka, Nihon Rinshi Gakkai, 20 giugno 2004,  pp. 173–195, ISSN 0024-0974 (WC · ACNP), LCCN 79640633, OCLC 5182174870.
- (DE) Weidner, H., Beiträge zur Morphologie und Physiologie des Genital-apparates der Weiblichen Lepidopteren, in Zeitschrift für Angewandte Entomologie, vol. 21, 1935,  pp. 239–290, ISSN 0044-2240 (WC · ACNP), OCLC 1770418.

### Testi
- (EN) Capinera, J. L. (Ed.), Encyclopedia of Entomology, 4 voll., 2nd Ed., Dordrecht, Springer Science+Business Media B.V., 2008,  pp. lxiii + 4346, ISBN 978-1-4020-6242-1, LCCN 2008930112, OCLC 837039413.
- (EN) Common, I. F. B., Moths of Australia, Slater, E. (fotografie), Carlton, Victoria, Melbourne University Press, 1990,  pp. vi, 535, 32 con tavv. a colori, ISBN 978-0-522-84326-2, LCCN 89048654, OCLC 220444217.
- (EN) Curtis, J., British entomology being illustrations and descriptions of the genera of insects found in Great Britain and Ireland: containing coloured figures from nature of the most rare and beautiful species, and in many instances of the plants upon which they are found (PDF), vol. 6, 1836,  p. 411, ISBN non esistente, LCCN 06012606, OCLC 3801615.
- (LA) Fabricius, J. C., Mantissa insectorum sistens eorum species nuper detectas adiectis characteribus genericis, differentiis specificis, emendationibus, observationibus, Ioh. Christ. Fabricii (PDF), Hafniae, Impensis C. G. Proft, 1787,  p. 382, DOI:10.5962/bhl.title.36471, ISBN non esistente, OCLC 5733912.
- (EN) Fracker, S. B., The Classification of Lepidopterous Larvae (tesi), collana Illinois Biological Monographs, volume 2, numero 1, Urbana, University of Illinois, 1915,  pp. 169 + 10 tavv., DOI:10.5962/bhl.title.10246, ISBN 978-1-113-97812-7, LCCN 16004244, OCLC 751574.
- (EN) Grimaldi, D. A.; Engel, M. S., Evolution of the insects, Cambridge [U.K.]; New York, Cambridge University Press, maggio 2005,  pp. xv + 755, ISBN 978-0-521-82149-0, LCCN 2004054605, OCLC 56057971.
- (LA) Haworth, A. H., Lepidoptera Britannica: sistens digestionem novam Insectorum Lepidopterorum quae in Magna Britannia reperiuntur: larvarum pabulo, temporeque pascendi; expansione alarum; mensibusque volandi; synonymis atque locis observationbusque variis, Vol. 4, Londra, J. Murray, 1828  [1812],  p. 609, ISBN non esistente, OCLC 9258731.
- (EN) Heath, J., The moths and butterflies of Great Britain and Ireland, Maitland Emmet, A.; Fletcher, D. S.; Pelham-Clinton, E. C.; Tremewan, W. G., Vol. 1 (Micropterigidae to Heliozelidae), Colchester, Apollo Books, dicembre 1983  [1976],  p. 344, ISBN 9780946589036, LCCN 76362607, OCLC 59818988.
- (EN) Hering, E. M., Biology of the Leaf Miners, s'-Gravenhage, W. Junk, 1951,  pp. iv + 420, ISBN 978-94-015-7198-2, LCCN 52001318, OCLC 1651676.
- (DE) Hering, E. M., Bestimmungstabellen der Blattminen von Europa - Einschließlich des Mittelmeerbeckens und der Kanarischen Inseln, Dordrecht, Paesi Bassi, Springer, 1957,  pp. XIX,6 1387, DOI:10.1007/978-94-010-3702-0, ISBN 978-94-010-3702-0, OCLC 863792160.
- (DE) Hübner, J., Verzeichniss bekannter Schmetterlinge (PDF), Augsburg, bey dem Verfasser zu Finden, 1825  [1816–1826],  pp. 431 + 72, DOI:10.5962/bhl.title.48607, ISBN non esistente, LCCN 08022995, OCLC 3429514.
- (EN) Kristensen, N. P. (Ed.), Handbuch der Zoologie / Handbook of Zoology, Band 4: Arthropoda - 2. Hälfte: Insecta - Lepidoptera, moths and butterflies, Kükenthal, W. (Ed.), Fischer, M. (Scientific Ed.), Teilband/Part 35: Volume 1: Evolution, systematics, and biogeography, ristampa 2013, Berlino, New York, Walter de Gruyter, 1999  [1998],  pp. x, 491, ISBN 978-3-11-015704-8, OCLC 174380917.
- (EN) Naumann, I. D. (Ed.), The Insects of Australia: a textbook for students and research workers, Slater, E. (fotografie), Vol. 2, (2nd edn.), Carlton, Victoria e Londra, Melbourne University Press & University College of London Press, 1991,  p. 1137, ISBN 9780522844542, OCLC 25292688.
- (EN) Needham, J. O., Frost, S. W. & Tothill, B., Leaf-mining Insects, Baltimora, The Williams & Wilkins Company, 1928,  pp. viii, 351, DOI:10.5962/bhl.title.6488, ISBN non esistente, LCCN 28013104, OCLC 1533611.
- (EN) Patočka, J. & Turčáni, M., Lepidoptera pupae: Central European species, 2 voll., Stenstrup, Apollo Books, gennaio 2005,  p. 560, ISBN 9788788757477, LCCN 2007462951, OCLC 61392224.
- (DE) Schiffermüller, J. I.; Denis, J. N. C. M., Ankündung eines systematischen Werkes von den Schmetterlingen der Wienergegend, herausgegeben von einigen Lehrern am K. K. Theresianum (PDF), Vienna, Augustin Bernardi, 1775,  p. 335, ISBN non esistente, LCCN agr29001596, OCLC 504893976.
- (EN) Scoble, M. J., The Lepidoptera: Form, Function and Diversity, seconda edizione, London, Oxford University Press & Natural History Museum, 2011  [1992],  pp. xi, 404, ISBN 978-0-19-854952-9, LCCN 92004297, OCLC 25282932.
- (DE) Spuler, A., Die Schmetterlinge Europas (PDF), Ernst Hofmann, Bd. 2, Stoccarda, E. Schweitzerbart'sche Verlagbuchhandlung, 1910,  p. 523, DOI:10.5962/bhl.title.9477, ISBN non esistente, OCLC 3144043.
- (EN) Stehr, F. W. (Ed.), Immature Insects, 2 volumi, seconda edizione, Dubuque, Iowa, Kendall/Hunt Pub. Co., 1991  [1987],  pp. ix, 754, ISBN 978-0-8403-3702-3, LCCN 85081922, OCLC 13784377.
- (EN, LA) Walker, F., List of the Specimens of Lepidopterous Insects in the Collection of the British Museum (PDF), Pt. 28 - Tortricites & Tineites, Londra, Order of the Trustees, 1863  [1854-66],  pp. 287-561, DOI:10.5962/bhl.title.58221, ISBN 978-1354973349, LCCN agr04000350, OCLC 9610924.
- (EN) Wojtusiak, J., Heliozelidae, Adelidae, Prodoxidae, Incurvariidae, Crinopterygidae, in Karsholt, O. & Razowski, J. (Eds.). The Lepidoptera of Europe. A distributional checklist, Stenstrup, Danimarca, Apollo Books, 1996,  pp. 27–30, 300-301, ISBN 9788788757019, OCLC 36135050.